# Урожай (футбольный клуб, Лабинск)
Урожай — советский футбольный клуб из Лабинска. Основан не позднее 1968 года.

## Достижения
- Во второй лиге — 15 место (в зональном турнире класса «Б» 1968 год).